# Armin Geus
Johann Georg Armin Geus [ɡɔʏ̯s] (* 10. April 1937 in Staffelstein) ist ein deutscher Biologie- und Medizinhistoriker.

## Leben
Armin Geus studierte Biologie, Geschichte und Kunstgeschichte und schloss seine akademische Ausbildung als Zoologe mit dem Spezialgebiet Parasitologie ab. 1963 wurde er an der Friedrich-Alexander-Universität Erlangen-Nürnberg zum Doktor der Naturwissenschaften promoviert, Titel seiner Dissertation war Die Gregarinen der land- und süßwasserbewohnenden Arthropoden Mitteleuropas. Von 1973 bis zu seiner Emeritierung war er ohne Habilitationsschrift Professor für Medizingeschichte an der Philipps-Universität Marburg.

## Werk

### Biologie- und Medizingeschichte
Geus setzt sich insbesondere für die Etablierung der Geschichte der Biologie als Forschungsgegenstand ein. So gründete er 1976 die Basilisken-Presse, einen Fachverlag für Wissenschaftsgeschichte und insbesondere Biologiegeschichte, der in den Anfangsjahren bibliophile Faksimileausgaben historischer naturwissenschaftlicher Werke, teilweise auch kulturhistorischer Schriften herausgab. 1991 erfolgte die Gründung der Deutschen Gesellschaft für Geschichte und Theorie der Biologie, aus der 1998 das Biohistoricum hervorging, ein Biologiemuseum mit angeschlossenem Forschungsarchiv, das als einzige Einrichtung ihrer Art in Deutschland gilt. Für das Museum beschaffte Geus 12.000 Bände Fachliteratur und 130.000 Sonderdrucke, die von Instituten oder Archiven biowissenschaftlicher Gesellschaften gestiftet wurden.
Geus publizierte zur Geschichte der Naturwissenschaften, speziell der Biologie und der Medizin. In seinem 2007 gemeinsam mit Ekkehard Höxtermann herausgegebenen Buch Evolution durch Kooperation und Integration präsentiert er nach Ansicht des taz-Redakteurs Helmut Höge ein „anregendes Gegenmodell zu Darwins Evolutionsmodell“, in dessen Zentrum der russische Anarchist Peter Kropotkin als Darwin-Kritiker steht.

### Gesellschaftskritik
Seit Ende der 1990er Jahre gibt Geus, teilweise unter dem Pseudonym Johann Georg Mausinger (Anagramm aus Armin Geus), in seinem Verlag Basilisken-Presse Schriften zu aktuellen gesellschaftlichen Debatten und zeitkritische Essays heraus. In einer Rezeption in der Zeitschrift Aufklärung und Kritik aus dem Jahr 2011 wird diesen Ausgaben „ein starker aufklärerischer Impetus“ zugeschrieben. Erste Veröffentlichung dieser Reihe ist die Satire Neues aus der Karmaforschung von 1998, in der mit einer fiktiven Fundgeschichte die Reinkarnationsideen des Esoterikers Rudolf Steiner als Wahnvorstellungen illustriert werden.
2002 erschien Jeschua. Die Tochter Gottes, das nach Ansicht des Rezensenten Helmut Walther als Lesevergnügen nützliches Faktenwissen zu Parthenogenese, zur Zirkumzision und zum adrenogenitalen Syndrom vermittelt. Demnach konnte anhand gentechnischer Untersuchungen nachgewiesen werden, dass die 1983 in der Kirche von Calcata verschwundene Reliquie der Heiligen Vorhaut von einer Frau stammt. Somit wäre Jesus Christus „die mit Hilfe des Heiligen Geistes von Gottvater parthenogenetisch gezeugte Tochter der Jungfrau Maria“, die aber wegen eines angeborenen adrenogenitalen Syndroms als vermeintlicher Junge beschnitten wurde. Die These der feministischen Theologie „der weiblichen Natur Gottes“ könne sich entsprechend auf überprüfbare Beweise stützen. In der gleichen Reihe erschien 2004 der Band Der Harem des Propheten, in dem Geus einen Zusammenhang zwischen dem Liebesleben Mohammeds und einzelnen Suren des Korans konstruiert.
2006 beteiligte sich Geus, der sich laut Spiegel „intensiv mit den Hintergründen der Biodynamik befasst[e]“, am Protest gegen eine Übernahme einer bestehenden Stiftungsprofessur für biologisch-dynamische Landwirtschaft an der Universität Kassel in Witzenhausen durch das Land Hessen; Geus nannte die biodynamische Landwirtschaft im Zusammenhang „eine Ausgeburt anthroposophischer Spinnerei“.

### Veröffentlichungen zum Islam
In seiner Basilisken-Presse gab Geus 2008 die Aufsatzsammlung Gegen die feige Neutralität: Beiträge zur Islamkritik heraus, die sowohl in rechten Blogs und Zeitungen wie Politically Incorrect und der Preußischen Allgemeinen Zeitung als auch in der Zeitschrift Aufklärung und Kritik und beim Humanistischen Pressedienst Beachtung fand.
Ebenfalls im eigenen Verlag veröffentlichte Geus 2011 das Buch Die Krankheit des Propheten. Ein pathographischer Essay. Darin heißt es: „Koran und Hadith enthalten zahlreiche Indizien, dass Mohammed seit der ersten Offenbarung an einer paranoid-halluzinatorischen Schizophrenie mit definierten Wahnvorstellungen und charakteristischen Sinnestäuschungen erkrankt war“. Geus, der selbst kein professioneller Psychologe oder Psychiater ist, stützt sich auf eigene Interpretation dieser Texte und Fachliteratur (ca. 600 Titel) aller einschlägigen Disziplinen.
Das Buch stand im Juni 2011 auf der von SZ, NDR u. a. aufgestellten Liste der Sachbücher des Monats des Online-Magazins Telepolis und wurde in den rechten Zeitungen Junge Freiheit, Preußische Allgemeine Zeitung, Blaue Narzisse sowie vom Humanistischen Pressedienst der Giordano-Bruno-Stiftung (gbs) rezensiert. Der Journalist Harald Martenstein empfahl den Essay in seiner satirischen Kolumne in der Zeit, konterte Geus aber damit, dass er, Martenstein, dem Koran einen Satz entnommen habe, der „eher für einen pathologischen Hass [des Propheten] auf Kamele“ spricht.

## Veröffentlichungen (Auswahl)
Autor
- Schlangen, ihre Haltung und Pflege. Unter besonderer Berücksichtigung der für den Anfänger geeigneten Arten (=  Lehrmeister-Bücherei. Nr. 167). Philler, Minden (Westf.) 1961.
  - Englische Übersetzung von Christa Ahrens: The proper care of snakes. T.F.H. Publications, Neptune City, NJ 1992, ISBN 0-86622-185-9.
- Die Zoologie in Erlangen: Zur 150. Wiederkehr der Errichtung eines Lehrstuhls für Naturgeschichte und der Berufung von G. H. Schubert an die Fredericiana Alexandrina in Erlangen. Ausstellung, 26. Juli – 30. Sept. 1969, Stadtmuseum Erlangen. Friedrich-Alexander-Universität, 1. Zoologisches Institut/Stadtmuseum, Erlangen 1969.
- Die Tierwelt Deutschlands und der angrenzenden Meeresteile nach ihren Merkmalen und nach ihrer Lebensweise. T. 57. Sporentierchen, Sporozoa, die Gregarinida der land- und süsswasserbewohnenden Arthropoden Mitteleuropas. ConchBooks, Hackenheim 1969.
- mit Brigitte Thanner und Hans-Konrad Schmutz: Johann Rudolf Schellenberg: Der Künstler und der naturwissenschaftliche Illustrator im 18. Jahrhundert (= Stadtbibliothek Winterthur: Neujahrsblatt der Stadtbibliothek Winterthur. Band 318). Stadtbibliothek, Winterthur 1987, ISBN 3-908050-03-0.
- Johannes Ranke (1836–1916): Physiologe, Anthropologe u. Prähistoriker. Basilisken-Presse, Marburg an der Lahn 1987, ISBN 3-925347-01-1.
- mit Hans Georg Bulla: Kunst, Natur und die Bilder: 2 Beiträge zur kulturellen Bildung (= VHS-Texte & Beiträge ; 05). Vhs, Hannover 1989, ISBN 3-88923-21-0.
- mit Hans Querner: Deutsche Zoologische Gesellschaft: 1890–1990. Dokumentation und Geschichte. Fischer Verlag, Stuttgart / New York 1990, ISBN 3-437-30648-0.
- Oskar Römer und die Anthroposophie. In: Deutsche Zahnärztliche Zeitschrift. Band 48, Heft 6 (1993), S. 396–398.
- Natur im Druck – Geschichte und Technik des Naturselbstdrucks. In: Armin Geus (Hrsg.): Natur im Druck. Eine Ausstellung zur Geschichte und Technik des Naturselbstdrucks. (1995, s. u.)
- als Johann Georg Mausinger: Neues aus der Karmaforschung. Historische Bildfunde in geisteswissenschaftlicher Sicht (= Nebensachen und Seitenblicke. Heft 2). Basilisken-Presse, Marburg an der Lahn 1998, ISBN 3-925347-43-7.
- als Johann Georg Mausinger: Jeschua, die Tochter Gottes. Biologische Grundlagen der feministischen Theologie (= Nebensachen und Seitenblicke. Heft 5). Basilisken-Presse, Marburg an der Lahn 2002, ISBN 3-925347-61-5.
- als Johann Georg Mausinger: Der Harem des Propheten. Aus dem Liebesleben eines Religionsstifters. Mit einem Vorwort von Ariel Kamon und Illustrationen von Maius Haban. Basilisken-Presse, Marburg an der Lahn 2004, ISBN 3-925347-69-0.
- mit Elżbieta Lonc: Tradycje historyczne parazytologii wrocławskiej w latach 1811–2002 = Historische Traditionen der Breslauer Parasitologie in den Jahren 1811–2002 (= Prace zoologiczne. Band 34 / Uniwersytet Wrocławski: Acta Universitatis Wratislaviensis. No. 2633). Wydawn. Uniwersytetu Wrocławskiego, Wrocław 2004, ISBN 83-229-2532-8.
- Natura infinita est – Artbegriff und Artenwandel bei Anton Friedrich Spring (1814–1872). In: Ilse Jahn, Andreas Wessel: Für eine Philosophie der Biologie / For a Philosophy of Biology. Festschrift zum 75. Geburtstag von Rolf Löther. Kleine-Verlag, München 2010, ISBN 978-3-937461-38-0, S. 17–34.
- Allahs Schöpfung oder die Evolution des Lebens. Zur Abwehr des islamischen Kreationismus (= Nebensachen und Seitenblicke. Band 9). Basilisken-Presse, Marburg an der Lahn 2010, ISBN 978-3-925347-99-3.
- Die Krankheit des Propheten. Ein pathographischer Essay. Basilisken-Presse, Marburg an der Lahn 2011, ISBN 978-3-941365-15-5.
- Aufhören: Berichte aus den nachgelassenen Papieren eines heiteren Chronisten. Basilisken-Presse, Marburg an der Lahn 2014 (= Nebensachen und Seitenblicke. Band 13).

Herausgeber
- Indices naturwissenschaftlich-medizinischer Periodica bis 1850. Hiersemann, Stuttgart.
  - Band 1. Der Naturforscher 1774–1804. 1971, ISBN 3-7772-7107-1.
  - Band 2. Dietrich von Engelhardt: Die chemischen Zeitschriften des Lorenz von Crell. 1974, ISBN 3-7772-7424-0.
  - Band 3. Bernd Wimmel: Die tiermedizinischen Zeitschriften des 18. Jahrhunderts. (1981; Geus auch Bearbeiter), ISBN 3-7772-8137-9.
- Gabriele Grosse, Tapisserien: Werkverz. 1961–1981 (= Die bibliophilen Taschenbücher. Nr. 312). Harenberg, Dortmund 1982. Mit Beiträgen von Armin Geus, ISBN 3-88379-312-4.
- mit Peter Krebsz und Irmgard Müller: Bibliographie zur Medizingeschichte Hessens (= Marburger Schriften zur Medizingeschichte. Band 5). Peter Lang, Frankfurt am Main/Bern 1983, ISBN 3-8204-7546-X.
- (auch Gestaltung und Katalogbearbeitung) Krankheit und Kranksein in der Gegenwartskunst. Kulturamt der Stadt Marburg, Rathaus und Brüder-Grimm-Stube, 22. März – 28. April 1985; Bundesgesundheitsamt Berlin, Institut für Arzneimittel, 7. Mai – 9. Juni 1985; Deutsches Medizinhistorisches Museum Ingolstadt, 17. Oktober – 15. Dezember 1985. Mit Beiträgen von Renate Berger, Marion Diwo, Hartmut Kraft, Hatto Küffner, Irmgard Müller, Angela Nestler, Mladen Rupec, Hanns Solcher und Reiner Speck. Basilisken-Presse, Marburg an der Lahn 1985, ISBN 3-9800020-9-8.
- Günther Blau, das druckgraphische Werk. Mit Textbeiträgen von Rolf Escher, Peter Anselm Riedl und Richard Hamann-McLean. Basilisken-Presse, Marburg (Lahn) 1992, ISBN 3-925347-18-6.
- mit Wolfgang Friedrich Gutmann und Michael Weingarten: Miscellen zur Geschichte der Biologie. Ilse Jahn und Hans Querner zum 70. Geburtstag (= Senckenbergische Naturforschende Gesellschaft: Aufsätze und Reden der Senckenbergischen Naturforschenden Gesellschaft. Nr. 41). Kramer, Frankfurt am Main 1994, ISBN 3-7829-1134-2.
- Natur im Druck. Eine Ausstellung zur Geschichte und Technik des Naturselbstdrucks. Neuburg an der Donau, Fürstlicher Marstall, 19. Mai bis 9. Juli 1995 ; Eichstätt, Staats- und Bischöfliche Seminarbibliothek, 11. Juli bis 6. Oktober 1995. Mit Beiträgen von Armin Geus, Peter N. Heilmann und Stephan Oettermann. Basilisken-Presse, Marburg an der Lahn 1995, ISBN 3-925347-36-4.
- im Auftrag des Vorstandes mit Thomas Junker, Hans-Jörg Rheinberger, Christa Riedl-Dorn und Michael Weingarten: Repräsentationsformen in den biologischen Wissenschaften. Beiträge zur 5. Jahrestagung der DGGTB in Wien 1996 und zur 7. Jahrestagung in Neuburg a.d. Donau 1998 (= Deutsche Gesellschaft für Geschichte und Theorie der Biologie: Beiträge zur ... Jahrestagung der. 5, 7 / Verhandlungen zur Geschichte und Theorie der Biologie. Band 3). Verlag für Wissenschaft und Bildung, Berlin 1999, ISBN 3-86135-383-0.
- mit Ekkehard Höxtermann: Evolution durch Kooperation und Integration : zur Entstehung der Endosymbiosetheorie in der Zellbiologie. Faksimiles, Kommentare und Essays (= Acta biohistorica. 11). Basilisken-Presse, Marburg an der Lahn 2007, ISBN 978-3-925347-83-2.
- mit Stefan Etzel: Gegen die feige Neutralität: Beiträge zur Islamkritik. Basilisken-Presse, Marburg an der Lahn 2008, ISBN 978-3-925347-98-6; (mit Beiträgen von Karl Doehring, Günter Rohrmoser, Carl Lang, Aloysius Winter, Herbert Rosendorfer, Ralph Giordano, Michael Rumpf, Hubertus Mynarek, Hiltrud Schröter, Hartmut Krauss, Thomas Junker, Rolf Stolz, Helmut Zott, Stefan Etzel, Tilman Nagel, Christine Schulz, Klaus Rainer Röhl, Thomas Bargatzky, Björn Schumacher, Siegfried Kohlhammer, Anne Siegfried, Paul Gottfried, Michael Miersch und Daniel Pipes).
- Henri Arvon: Max Stirner – An den Quellen des Existenzialismus. Aus dem Französischen von Gerhard H. Müller und mit einem Nachwort von Bernd Kast. Basilisken-Presse im Verlag Natur und Text, Rangsdorf 2012, ISBN 978-3-941365-17-9.

Sonstiges
- (Schriftleiter) Festschrift der Naturwissenschaftlichen Gesellschaft Bayreuth, 1889–1964. Naturwissenschaftliche Gesellschaft, Bayreuth 1964.
- (wissenschaftliche Mitarbeit) Karl-Dietrich Keller: Das farbige Pilzbuch. 96 vierfarbige Pilzabbildungen und ihre wichtigsten Merkmale (= Die Falken-Bücherei; Band 215). Zeichnungen von Christofani u. a. Falken-Verlag Sicker, Wiesbaden 1965.
- (Bearbeitung und Einleitung; Mitarbeit Daniel Giraud Elliot) Joseph Wolf: Die Paradiesvögel: nach der Tafel der Ausgabe von 1873 (= Die bibliophilen Taschenbücher. 193). Harenberg, Dortmund 1980, ISBN 3-88379-193-8.
- (Bearbeitung) Nicolas Robert: Tulpen: nach den Miniaturen in der Österreichischen Nationalbibliothek (= Die bibliophilen Taschenbücher. Nr. 237). Harenberg, Dortmund 1981, ISBN 3-88379-237-3.
- (Bearbeitung) Johann Jakob Walther : Das Vogelbuch : nach den Tafeln der Graphischen Sammlung Albertina in Wien (= Die bibliophilen Taschenbücher. Nr. 308). Harenberg, Dortmund 1982, ISBN 3-88379-308-6. Eine Auswahl aus dem dreiteiligen Codex von 1657.
- (Ausstellung und Katalogbearbeitung): Zehn Jahre Basilisken-Presse Marburg 1976–1986. Ausstellung der Universitäts-Bibliothek Konstanz, 25. Mai – 27. Juni 1987. Basilisken-Presse, Marburg/Lahn 1987, ISBN 3-925347-02-X.
- (Texte mit Friedhelm Lach) Hans-Georg Rauch (Zeichnungen): Physiognomia arborum. Basilisken-Presse, Marburg 1989, ISBN 3-925347-07-0.
- (Gestaltung und Redaktion des Kataloges) Kulturamt der Stadt Marburg (Hrsg.): Apokalypse und Glaube: zeitgenössische Kunst in Litauen. Marburg an der Lahn, Marburger Universitätsmuseum für Kunst und Kulturgeschichte, 14.10.–25.11.1990; Detmold, Lippisches Landesmuseum, 27.1.–3.3.1991. Basilisken-Presse, Marburg/Lahn 1990, ISBN 3-925347-13-5.
- (Kommentare) Christoph Fischer (Hrsg.): MediCards: medical postcard book. Ullstein Mosby, Berlin/Wiesbaden 1994, ISBN 3-86126-085-9.
- (Textbeiträge mit Ekkehard Höxtermann und Irmgard Müller) Bakterienlicht & Wurzelpilz. Endosymbiosen in Forschung und Geschichte. Biohistoricum Neuburg an der Donau, Ausstellung vom 11. September 1998 bis 1. November 1998, Medizinhistorische Sammlung der Ruhr-Universität, Bochum, Ausstellung vom 20. November 1998 bis 15. Januar 1999. Basilisken-Presse, Marburg an der Lahn 1998, ISBN 3-925347-48-8.